# Kurt Gröschke
Kurt Gröschke (17 de julho de 1907 - 26 de março de 1996) foi um oficial alemão que serviu na Luftwaffe durante a Segunda Guerra Mundial. Foi condecorado com a Cruz de Cavaleiro da Cruz de Ferro com Folhas de Carvalho.

## Condecorações
| Cruz de Ferro (1939) 2ª Classe                                   | 20 de outubro de 1939 |
| Cruz de Ferro (1939) 1ª Classe                                   | 22 de maio de 1940    |
| Cruz Germânica em Ouro                                           | 21 de junho de 1943   |
| Cruz de Cavaleiro da Cruz de Ferro                               | 9 de junho de 1944    |
| Cruz de Cavaleiro da Cruz de Ferro com Folhas de Carvalho nº 693 | 9 de janeiro de 1945  |
| Mencionado na Wehrmachtbericht                                   | 29 de julho de 1944   |